# Ленни Монтана
Ленни Монтана (англ. Lenny Montana, при рождении Леонардо Пассафаро (англ. Leonardo Passafaro); 1926—1992) — американский актёр.
Сыграл роль киллера Луки Брази в фильме «Крёстный отец». До того как стать актёром, имел успешную карьеру в качестве рестлера, а также был охранником семьи Коломбо.

## Биография
Родился 13 марта 1926 года в Бруклине, Нью-Йорк, в семье с итальянскими корнями. Свободно владел английским и итальянским языками. Его карьера началась в соседнем штате Нью-Джерси в 1953 году, где он занялся реслингом, выступая под именем Zebra Kid. Затем продолжил свою карьеру на Среднем Западе. Он выиграл чемпионат NWA Central States Heavyweight Championship в супертяжёлом весе, победив Дэйва Симса 1 октября 1953 года в городе Канзас-Сити. Проиграл этот титул 11 декабря 1953 года Сонни Майерсу. Следующий выигранный им титул был NWA Texas Tag Team Championship. Одновременно Ленни Монтана работал вышибалой, чтобы заработать дополнительные деньги.
В конце 1950-х — начале 1960-х годов Монтана выступал в качестве борца с путешествующей карнавальной группой, познакомился с другими борцами и актёрами. Выиграл титул NWA Texas World Tag Team под именем Лен Кросби (Len Crosby), затем стал обладателем титула AWA World Tag Team Championship. В одном из матчей Ленни получил перелом ноги; после восстановления формы начал бороться во Флориде и завоевал очередной свой титул NWA Southern Heavyweight Championship (Georgia version) 1 мая 1962 года. 23 ноября 1962 года он выиграл титул NWA (Georgia) Southern Tag Team, выступал совместно с другими борцами-рестлерами, с которыми выиграл, в частности, титул NWA International Tag Team, победив ряд соперников. Монтана намеревался стать партнёром команды Gorilla Monsoon в 1964 году, но этого не произошло. Теряя интерес к реслингу, Ленни Монтана стал всё меньше бороться и всё больше внимания обращать на актёрскую карьеру.
В конце 1960-х годов Ленни Монтана стал участником мафиозной семьи Коломбо, чему способствовала его комплекция. Был известен как поджигатель. Он был заключён в тюрьму на острове Райкерс. После освобождения стал телохранителем членов семьи Коломбо.
На съёмках ставшего классическим фильма «Крёстный отец» Ленни Монтана сыграл роль Луки Брази — наёмного убийцы, нанятого доном Вито. Монтана был назначен на эту роль после того, как актёр, играющий этого персонажа, умер от инсульта. Заметный рост (198 см) и телосложение (вес 107 кг) привлекли внимание продюсеров, и Монтана после «Крёстного отца» появился ещё в телевизионных программах и нескольких фильмах, таких как «Смена привычки» (1969), «Пальцы» (1978), «Придурок» (1979), «Большая драка». Последнюю роль сыграл в фильме «Песня крови» (1982), после чего ушёл из кинематографа.
Умер от сердечного приступа 12 мая 1992 года в городе Линденхерст штата Нью-Йорк и был похоронен в местечке Ист-Фармингдейл на кладбище Saint Charles Cemetery.
С женой Сильвией (1927—2012, похоронена рядом с мужем) имел четверых детей и двенадцать внуков.